# Феміністська теорія права
Феміні́стська тео́рія пра́ва, або феміністська юриспруденція, феміністська правова теорія — галузь юридичної думки, базована на здобутках теорії фемінізму. Фемтеорія права заснована на переконанні, що закон є фундаментом у історичному підпорядкуванні жінок. Феміністська юриспруденція досліджує, яку роль грає право в колишньому підпорядкованому статусі жінки, і покликана змінити статус жінки через переопрацювання закону і його зближення з гендером.

## Історія
Термін феміністичної юриспруденції був започаткований у 1977 Анною Скейлс під час планування «Celebration 25», конференція відбулася у 1979 р. на якій святкували 25-річний ювілей жінки, яка першою випустилася з гарвардської школи закону.
Цей термін був вперше опублікований у 1978 р. в першому випуску гарвардського жіночого журналу.
У 1984 р. Марта Файнмен (Martha Fineman) започаткувала фемінізм і проєкт «Фемінізм і теорія права» в правовій школі університету Вісконсіна, щоб дослідити взаємовідносини між феміністською теорією, практикою і правом, які зіграли важливу роль у розвитку феміністичної теорії права.

## Найголовніші підходи до феміністичної правової теорії
- Модель ліберальної рівності.
- Модель гендерної відмінності.
- Домінантна модель.
- Постмодерністська чи антиесенціалістична модель.

Кожна з цих моделей забезпечує окремий огляд правового механізму, який сприяє жіночій підпорядкованості, і кожен з них пропонує різні методи зміни гендерних правових підходів.

## Модель ліберальної рівності
Модель ліберальної рівності працює всередині ліберально — правової моделі і охоплює в загальному ліберальні цінності і правозахисний підхід до права, досліджує, як ліберальна рівність працює на практиці. Ця модель спрямована на забезпеченні справжньої рівності жінки — на відміну від номінальної рівності, яка зазвичай діє в традиційний ліберальній структурі — і прагне досягти цього шляхом більш ретельного застосування ліберальних цінностей і при перегляді ліберальних категорій враховувати гендерний фактор.
Сюзанн Окін (Susan Okin), наприклад, критикує ліберальні підходи до суддівства.

## Модель гендерної відмінності
Ця модель наголошує на значущості гендерних відмінностей і вказує, що закон не повинен приховувати ці відмінності, а навпаки враховувати. Тільки враховуючи відмінності закон може забезпечити адекватний правовий захист жінки, яка перебуває у фактично іншій позиції, аніж чоловік. Зазначена модель є прямою протилежністю моделі схожості, за якої вважають, що наголошувати слід на подібності жінки і чоловіка. Для феміністок, що притримуються моделі схожості, використання відмінностей жінок у спробі здобуття більших прав є безрезультатним для цієї мети і ставить наголос на тих характеристиках жінок, які історично перешкоджали їм досягати рівності з чоловіками.

## Домінантна модель
Домінантна модель відкидає ліберальний фемінізм і розглядає правову систему як механізм для увічнення чоловічого домінування. Таким чином вона приєднується до певних напрямків критичної правової теорії, яку також вважають здатністю працівників права виступати як інструмент для домінування.
Згідно з запропонованою Кетрін Маккінон (Catherine MacKinnon) ідеєю щодо домінування, сексуальність займає центральне місце у домінуванні. Вона також стверджує, що жіноча сексуальність соціально побудована чоловічою домінантністю і сексуальне домінування чоловіка над жінкою є первинним джерелом загальної соціальної підпорядкованості жінок.

## Антиесенціалістична модель
Феміністи із постмодерністського табору переосмислюють поняття про об'єктивність і нейтральність, стверджуючи, що кожна точка зору соціально вкорінена. Антиесенціалізм і взаємозалежна критика фемінізму заперечує таку ідею, що може існувати універсальна жіноча точка зору, та критикує фемінізм, так, як це робив чорний фемінізм, за імпліцитне обґрунтування своїх робіт досвідом білих, гетеросексуальних жінок з середнього класу. Теорія в цій моделі покликана вивчати способи, у які раса, клас, сексуальна орієнтація та інші інститути підпорядкування взаємодіють з ґендером, і розкривати приховані неясності та неправильні припущення, які часто використовуються у феміністичній теорії.

## Розробниці
- Рут Бадер Гінзбург
- Катерина МакКіннон
- Марта Файнман
- Марі Мацуда